# Methanocalanus gabonicus
Methanocalanus gabonicus is een eenoogkreeftjessoort uit de familie van de Spinocalanidae. De wetenschappelijke naam van de soort is voor het eerst geldig gepubliceerd in 2007 door Ivanenko, Defaye & Cuoc.